# Blood, Sweat and No Tears
Blood, Sweat and No Tears es el álbum debut de la banda estadounidense de hardcore punk Sick of it All, lanzado a través de Relativity Records el 12 de julio de 1989.

## Lista de canciones
1. "The Blood & The Sweat" – 1:50
2. "Clobberin' Time"/"Pay The Price" con KRS-One – 1:37
3. "Give Respect" – 1:08
4. "Breeders of Hate" – 1:12
5. "Pushed Too Far" – 1:56
6. "Friends Like You" – 1:07
7. "B.S. Justice" – 1:30
8. "Rat Pack" – 0:44
9. "Pete's Sake" – 0:56
10. "Stick Together" – 0:51
11. "G.I. Joe Headstomp" – 1:19
12. "Alone" – 1:58
13. "My Life" – 1:42
14. "World Full of Hate" – 2:05
15. "My Revenge" – 1:12
16. "No Labels" – 1:59
17. "Disillusion" – 2:05
18. "The Deal" – 1:08
19. "Injustice System!" – 2:07

- Las pistas 2, 3, 5, 6, 7, 16 y 18 son reediciones de canciones de su primer EP Sick of It All.

## Personal
- David Bett – dirección artística
- Tim Boiling Point – fotografía
- Chris Gehringer – masterización
- Peter Koller – guitarra
- Patricia Lie – diseño
- Jaime Locke – ingeniero asistente
- Armand Majidi – batería
- Bryan Martin – remasterización
- Dave Muller – fotografía
- Zack Muller – fotografía
- B.J. Papas – fotografía
- Mike Rhode – asistente de remezclas
- Craig Setari –coros
- Sick of It All – producción